# Street Fighter III
Street Fighter III: New Generation (ストリートファイターIII -New Generation-) é um jogo eletrônico de luta da série Street Fighter desenvolvida pela Capcom em 1997, sendo lançado originalmente para arcade. Projetado para ser sequência direta de Street Fighter II, Street Fighter III renovou diversas mecânicas de seus antecessores. Inicialmente, com exceção de Ryu e Ken, todos os antigos personagens seriam descartados para dar lugar a uma nova lista de personagens - daí a legenda "New Generations" (em português: Nova Geração). Neste sentido, Alex, um dos novos personagens, tornou-se o novo protagonista da série. Da mesma maneira, assumindo o papel que em jogos anteriores pertencia a M. Bison, o novo personagem, Gill, tornou-se o novo chefe final.
Street Fighter 3 recebeu duas atualizações, sendo elas: Street Fighter III: 2nd Impact, em 1997; e Street Fighter III: 3nd Impact, em 1999. Sua última versão, Street Fighter III: 3nd Impact, teve importantes mudanças em relação a sua qualidade sonora, em que o áudio teve melhorias em sua definição e, também, tornou-se menos mecânico e robotizado. As músicas também têm melhor variação de tons e melodias, proporcionando maior realismo à ambientação de jogo.

## Enredo
Ambientado depois de Street Fighter V. O protagonista é Alex, um jovem lutador de wrestling em início de carreira. Seus pais morreram em tenra idade, então ele foi criado pelo amigo de seu pai, Tom, que o treinou na luta.
Gill, o presidente dos Illuminati, uma sociedade secreta que controla o submundo há milhares de anos; e procura transformar o mundo inteiro em uma utopia, o que causaria um Armagedom, convida vários lutadores ao redor do globo terrestre para participarem de um torneio de artes marciais. Seu objetivo final é testar as habilidades de vários guerreiros e coagi-los à sua causa.
A batalha final canônica do jogo ocorre entre Alex e Gill, com Alex derrotando Gill, frustrando seus planos e se tornando o novo campeão. Após essa batalha, na cutscene específica de Alex, este desafia o antigo campeão Ryu, porém é derrotado. Alex decide então que somente seria o melhor lutador do mundo se um dia derrotasse o antigo campeão Ryu.

## Jogabilidade
Como seus antecessores, Street Fighter III é um jogo de luta de dois jogadores, no qual dois personagens jogáveis usam uma variedade de ataques e movimentos especiais para derrotar seu oponente. A jogabilidade do Street Fighter III original tem várias novas habilidades e recursos introduzidos. Algumas habilidades são tiradas de outros jogos de luta da Capcom, como os jogadores poderem avançar e recuar rapidamente, mecânica que já tinha explorado pela Capcom na franquia Darkstalkers.
O jogo também introduz pela primeira vez a mecânica de "Super Arts." num jogo da franquia principal. Super Arts são golpes especiais que geralmente têm mais complexidade de serem executados, e tiram uma grande quantidade de vida do personagem do oponente, a mecânica foi primeiro introduzida pelo jogo spin-off Street Fighter EX.
A inclusão do movimento Parry (também chamado pelo termo inglês blocking no japão), espécie de bloqueio sem perda de energia e vantagem de iniciativa para um contra-ataque. Ao invés de pressionar e segurar para trás como o bloqueio, no Parry você direciona para frente no momento exato que o golpe fosse acertar. O Parry pode ser usado no ar da mesma maneira, porém para golpes baixos ao invés de para frente, o direcional deve ser movimentado para baixo.
Parte da diversão está concentrada nesta novidade, pois exige bastante percepção da parte dos jogadores. Apesar de Street Fighter III ser um bom jogo, foi um fracasso se comparado com o antecessor; e um dos motivos era a ausência dos personagens de Street Fighter II, com exceção de Ryu e Ken.

## Jogos

### Street Fighter III: New Generation
- Arcade, Dreamcast

É a primeira versão do jogo. Conta com 12 personagens, sendo dois deles Ryu e Ken (que já apareceram em jogos anteriores). Há também como personagem secreto o irmão gêmeo de Yun, Yang Lee, que nesse jogo possui os mesmos golpes do irmão.

### Street Fighter III: Second Impact
- Arcade, Dreamcast

Essa é uma versão "melhorada" do primeiro jogo. As principais mudanças são a inclusão dos personagens Hugo Andore (da série Final Fight), Urien e Akuma (como personagem secreto). Yang agora pode ser selecionado normalmente; e dessa vez possui os seus próprios golpes.
Em relação à jogabilidade, foram incluídas novas técnicas; e agora os personagens podem "sacrificar" um pouco das suas energias acumulada, e assim tornar seus ataques mais poderosos.

### Street Fighter III: Double Impact
Street Fighter III: Double Impact é uma coletânea exclusiva para o Dreamcast, que traz as duas primeiras versões do jogo, com algumas adições.

### Street Fighter III: Third Strike
- Arcade, Dreamcast, PlayStation 2, Xbox

Essa é a versão definitiva do jogo. Várias mudanças ocorreram em relação aos dois primeiros jogos: todas as músicas, cenários e falas dos personagens foram refeitos, tornando o jogo mais característico e original. Foram adicionados mais cinco personagens: Makoto, Q, Remy, Twelve e Chun-Li (de Street Fighter II), além de Akuma não ser mais um personagem secreto, podendo ser selecionado normalmente.

### Street Fighter III: 3rd Strike Online Edition
- PlayStation 3, Xbox 360

Essa é uma atualização da 3ª versão do jogo, com novas características e funcionalidades. Nesse remake para PSN, agora é possível jogar em partidas online e em torneios de até oito jogadores, entre outras funções.
Novas músicas foram criadas; e o menu do jogo foi refeito, agora em alta definição. Quanto aos cenários e personagens, praticamente nada foi alterado, para deixar o jogo igual ao original do arcade. Porém, agora há um filtro gráfico, que aumenta a resolução dos gráficos do jogo, tirando o efeito "pixelado" e deixando os sprites mais "suaves".

## Personagens
Mesmo com uma drástica mudança de personagens em relação a seu título anterior, os personagens de Street Fighter III têm algumas características dos personagens de Street Fighter II. Um bom exemplo é o poder de elasticidade de Twelve e Necro, que é similar ao de Dhalsim. O personagem Alex possui um de seus golpes igual ao de Zangief; e Necro tem a habilidade de ficar coberto de eletricidade, dando uma descarga elétrica no oponente (similar ao poder de Blanka). Dudley é um boxeador e possui alguns golpes similares aos de Balrog. E por fim, Remy tem os mesmos golpes de Guile, inclusive os comandos para executá-los.
O jogo também traz um personagem brasileiro, chamado Sean Matsuda. Mas curiosamente, ao invés dele ser representante da capoeira (assim como alguns jogos de luta, como nas séries Fatal Fury e Tekken, onde é comum capoeiristas brasileiros), quem usa tal estilo de luta é a queniana Elena.
| Personagens antigos                                                                 | Personagens da 1ª Versão                                                                 | 2ª Versão             | 3 Versão                     |
| ----------------------------------------------------------------------------------- | ---------------------------------------------------------------------------------------- | --------------------- | ---------------------------- |
| - Ryu - Ken - Akuma ( em 2nd Impact e 3rd Strike) - Chun Li (somente em 3rd Strike) | - Dudley - Elena - Gill - Ibuki - Alex - Necro - Oro - Sean Matsuda - Yun Lee - Yang Lee | - Urien - Hugo Andore | - Makoto - Q - Remy - Twelve |